# Tommy Dorsey
Thomas Francis Dorsey (Shenandoah, Pennsylvania, 19 november 1905 - Greenwich, Connecticut, 26 november 1956) was een Amerikaans trombonist, trompettist en orkestleider.

## Carrière
Dorsey startte op 16-jarige leeftijd met Russ Morgan de in de jaren twintig bekende band "The Scranton Sirens". Hij heeft samen met zijn broer Jimmy in verschillende bands gezeten, onder andere die van Rudy Vallée, Vincent Lopez en Paul Whiteman, voordat ze in 1934 het Dorsey Brothers Orchestra vormden. Meerdere ruzies tussen de twee broers zorgen ervoor dat Jimmy de band verliet in 1935, op het moment dat ze een hit hadden met "Every Little Moment".
De leden uit de eerste band van Dorsey kwamen oorspronkelijk uit de band van Joe Haymes. De vlotte trombonestijl die de nummers van de band hadden, stond bekend als een van de beste uit de swingperiode. Toen de band tekende bij RCA Victor hadden ze gelijk een hit met "On Treasure Island", een van vier hits uit dat jaar van de band. Uiteindelijk had het orkest 137 hits (onder meer met zanger Frank Sinatra) waaronder "I'm Getting Sentimental Over You", "Marie", "The Big Apple", "Music, Maestro, Please", "I'll Never Smile Again", "This Love of Mine", "On the Sunny Side of the Street", "T.D.'s Boogie Woogie", "Well, Git 'It", "Opus One", "Manhattan Serenade" en "There Are Such Things".

## Dood
Dorsey overleed in 1956 op 51-jarige leeftijd toen hij na een zware maaltijd slaappillen innam en in zijn slaap stikte. Zijn broer Jimmy leidde hierna de band tot het jaar daarna, toen hij zelf overleed aan de gevolgen van keelkanker.

## NPO Radio 2 Top 2000
Van Tommy Dorsey stond alleen On the Sunny Side of the Street in 1999 in de NPO Radio 2 Top 2000, op plek 1532.

## Beluisteren
- Tommy Dorsey speelt 'Three Moods' (1932)